# 데코토라

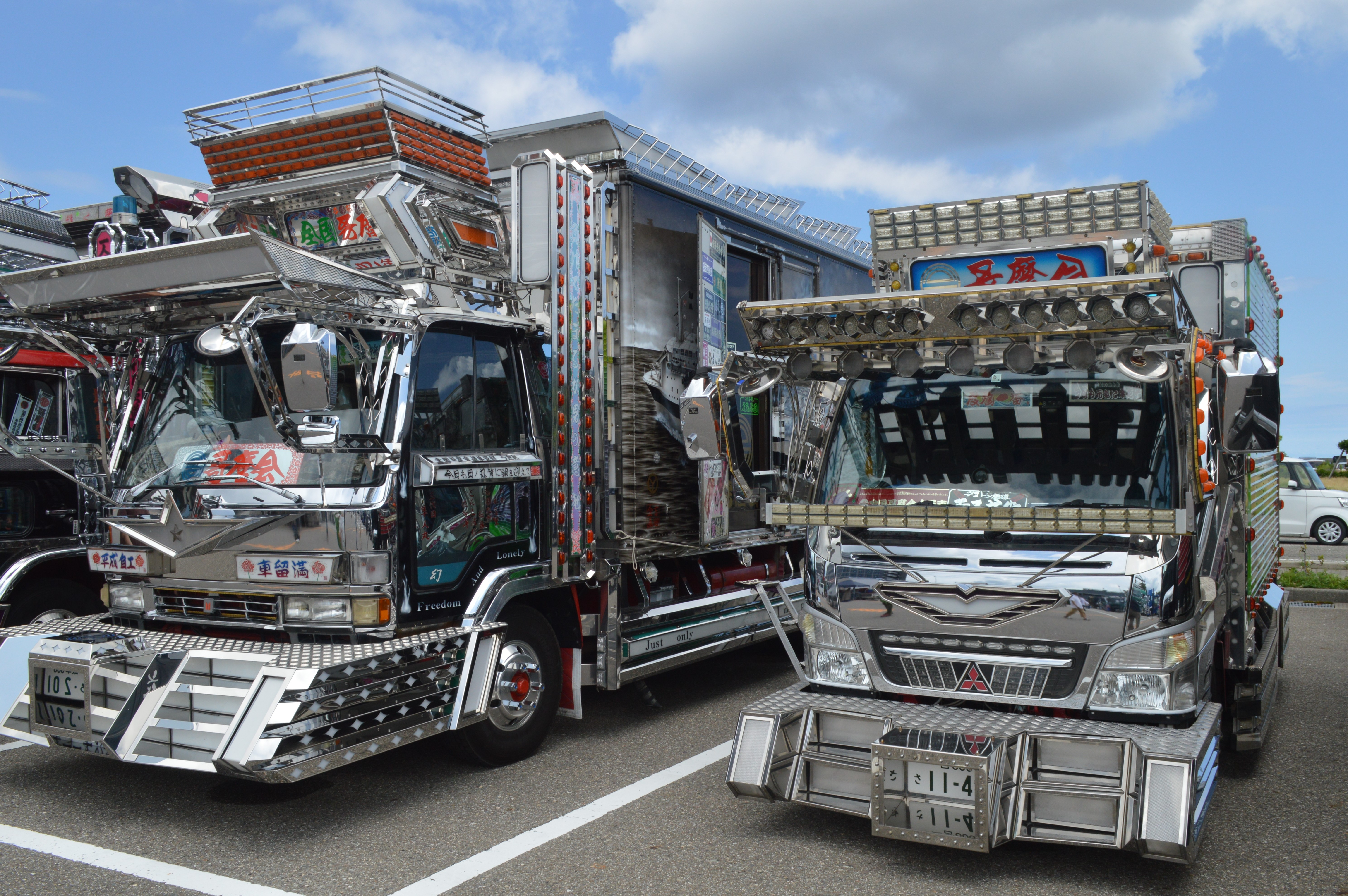
데코토라

데코토라(デコトラ, decotora, dekotora)는 일본에서 화려하게 장식을 한 트럭이다. 데코레이션 트럭으로도 부른다.

## 같이 보기
- 이타샤
- 지프니